# Тагум

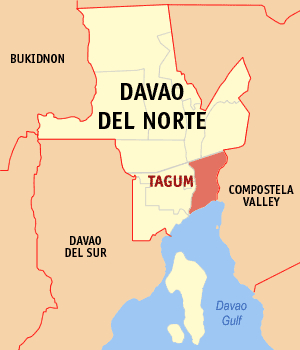

Тагум (себ. Dakbayan sa Tagum, филипп. Lungsod ng Tagum, англ. City of Tagum) — город на Филиппинах и столица провинции Северный Давао. По данным переписи 2020 года, население составляет 296 202 человека, что делает его самым густонаселенным включённым городом Минданао и провинции Северный Давао, а также вторым по численности населения в регионе Давао после города Давао.
Этот город считается одним из наиболее пригодных для жизни на Филиппинах и был финалистом конкурса на звание самого дружелюбного к детям города в категории включённых городов вместе с Лаоагом и Талисаем. В Индексе конкурентоспособности городов и муниципалитетов (CMCI) 2021 года Тагум занял третье место среди конкурентоспособных включённых городов на Филиппинах, четвертое место по инфраструктуре, второе по устойчивости, тринадцатое по экономической динамике и первое по эффективности государственного управления.

## Этимология

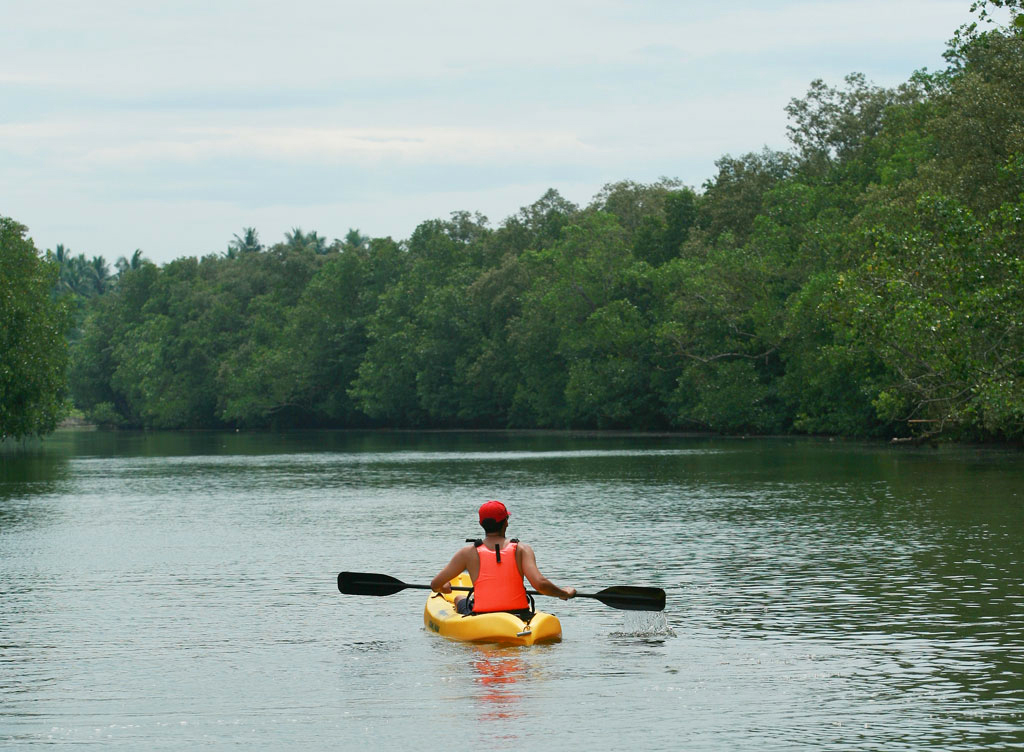
Река Набинтад, часть первоначальной речной системы, протекавшей вокруг Магугпо, ныне охраняемая морская зона из-за обилия мангровых деревьев в этом районе.

Нет официальных сведений о происхождении и значении названия «Тагум», но на языке висайя «тагум» (или варианты «таюм», «тагунг-тагунг») означает растение индиго (Indigofera tinctoria Linn.). Существует легенда, объясняющая происхождение названия «Магугпо», бывшего названия города. Изначально Магугпо был обширной пустынной местностью, заселенной народами мансака, мангуаган, мандая и калаган в прибрежных барангаях. Название «Магугпо» происходит от местного слова mago (название определенного дерева) и ugpo, что означает «очень высокий». Согласно легенде, местные жители обосновались в речной низине, окруженной густым лесом, где не могли видеть солнце. Ручей, где жили туземцы, существует до сих пор, но когда-то чистая пресная вода теперь загрязнена и больше не пригодна для питья.

## История
Территория Тагума была населена народами мандая, магинданао и каган. К середине XIX века она входила в состав Султаната Магинданао и находилась под управлением магуинданаонского вождя Дату Баго. Его влияние распространялось на весь регион залива Давао, а столица находилась в месте, известном как Пинагурасан (современный город Давао). В 1848 году испанцы под руководством Хосе Круза де Уянгурена попытались взять поселение, но Дату Баго и его воины сопротивлялись в течение трех месяцев, пока не оставили его. Испанцы захватили поселение и назвали его Нуэва Вергара, переименовав в Давао в 1867 году. После этого Дату Баго продолжил сопротивление с новыми силами, разместив свою базу в Хихо, где его жена из рода калаган обеспечила ему поддержку. Он продолжал воевать с испанцами до своей смерти в 1850 году.
Мусульманские племена под руководством своих дату (титул правителя) продолжали борьбу с испанцами и после смерти Дату Баго. Испанский губернатор Давао, Хосе Пинсон-и-Пурга, стремился оседлить кочевые племена мандая на постоянных поселениях вдоль реки Хихо, что вызывало возмущение мусульманских племен. В 1861 году дату реки Хихо убили губернатора Пинсона и его коллег. Впоследствии испанцы продолжили создавать постоянные поселения (исп. reducciones) для мандая:25, что привело к новым конфликтам с калаганами, которые нападали на поселения мандая до прихода американцев в 1899 году:201.

### Переход к статусу муниципалитета
После окончания Филиппинской революции испанские власти покинули Давао, и на смену им пришли американцы. В 1917 году Тагум стал муниципальным округом провинции Давао. Первая волна христианских переселенцев началась в 1929 году, когда первые поселенцы из Себу, такие как Сулпицио Киранте, начали обустраивать свои участки. С ростом численности населения местные жители организовали Ассоциацию Гомстедеров Магугпо и выкупили землю у коренного жителя Лоло Мандая, разделив её на участки.
К 1930-м годам в Тагуме появились первые физические сооружения, такие как школа, дом учителя и часовня. В 1941 году президент Мануэль Л. Кесон подписал указ, присвоивший Тагуму статус полноценного муниципалитета. В 1948 году было принято решение о переносе администрации из Хихо в Магугпо Побласион. В последующие десятилетия Тагум стал важным экономическим и образовательным центром, что обеспечило ему роль столицы новой провинции Северный Давао в 1967 году.

### Современная история
В 1980-х годах в Тагуме возникли политические конфликты, вызванные коррупцией и антивоенными настроениями. Однако к концу десятилетия местная экономика начала расти благодаря добыче золота и банановым плантациям. К 1990-м годам Тагум превратился в стратегический экономический центр юго-восточной Минданао.

### Городской статус

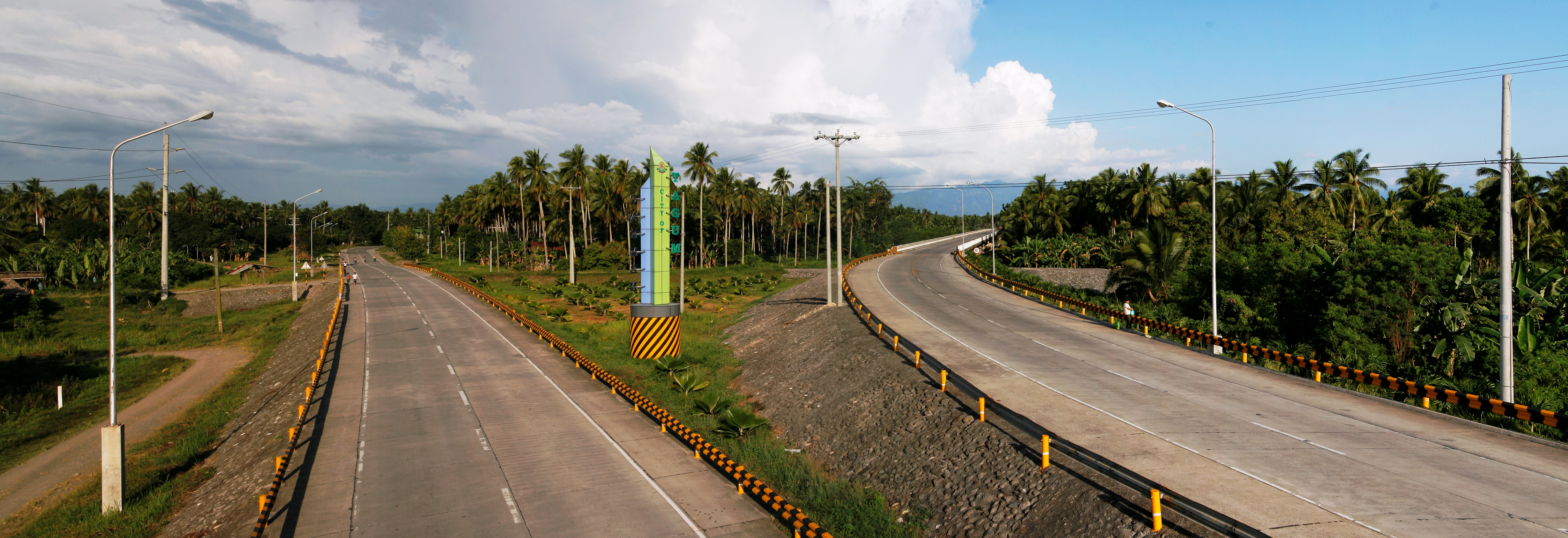
Шоссе Махарлика — развязка моста губернатора Генеросо в сторону Тагума (направо) и Кармена (налево)

В 1990-е годы для Тагума и всей филиппинской системы государственного управления произошли значительные изменения. С принятием Закона о местном самоуправлении (Republic Act 7160) в 1991 году была проведена децентрализация, что дало местным органам власти дополнительные полномочия и ответственность. Однако с децентрализацией возникли финансовые и организационные проблемы, особенно в Тагуме, который расширил свои услуги при ограниченных ресурсах. Тем не менее, ситуация улучшилась благодаря новым стратегиям по увеличению доходов и получению грантов.
Ключевым достижением 1990-х годов стало повышение статуса Тагума до первого класса, что увеличило его финансирование за счет государственного распределения доходов. В 1997 году был открыт новый рынок и транспортный терминал на территории, подаренной семьей Перейрас. Это был один из шагов к дальнейшему преобразованию Тагума в важный городской центр, который завершился в 1998 году его преобразованием в город. Благодаря поддержке конгрессмена Бальтазара Сатора был принят Republic Act 8472, что официально придало Тагуму статус города.
С тех пор Тагум продолжил быстро развиваться под руководством мэра Рея Т. Уя. Город стал вторым в регионе Давао по уровню дохода, а также приобрел неофициальное звание «Города пальм» в 2006 году и побил рекорд самой высокой рождественской елки на Филиппинах. Тагум также стал культурным центром региона, ежегодно проводя фестиваль Musikahan и сотрудничая с Венесуэлой по культурным обменам.

## География
Тагум занимает общую площадь 19 580 гектаров (48 400 акров), преимущественно сельскохозяйственного назначения, где выращивают кокосы, рис, бананы сорта кавендиш, а также фрукты, такие как дуриан и лангсат, и другие сельхозкультуры для некорпоративного использования.
Город находится в стратегически важном месте на севере Южного Минданао и пересечении трех крупных дорожных сетей: Филиппино-японского шоссе дружбы, дороги Давао-Мати-Агусан и строящейся дороги Давао-Букиднон, которая соединяет город с другими крупными пунктами региона и Минданао. Таким образом, Тагум служит важным экономическим перекрестком не только для провинции, но и для всего региона Давао, связывая город Давао с северным городом Бутуаном (в провинции Северный Агусан), городом Мати (в Восточном Давао) и с Северным Суригао.
Тагум расположен в 55 километрах к северу от города Давао, главного экономического и административного центра Региона 11, поездка до которого занимает около 1 часа и 30 минут. Город находится между широтой 7°26′ N и долготой 125°48' E. Он граничит с муниципалитетами Асунсьон, Нью-Корелла и Маваб на севере, Мако на востоке и Б.Э. Духали на западе. На юго-западе он граничит с Карменом, а на юге выходит к заливу Давао.

### Климат
| Показатель                    | Янв. | Фев. | Март | Апр. | Май  | Июнь | Июль | Авг. | Сен. | Окт. | Нояб. | Дек. | Год   |
| ----------------------------- | ---- | ---- | ---- | ---- | ---- | ---- | ---- | ---- | ---- | ---- | ----- | ---- | ----- |
| Средний максимум, °C          | 29   | 29   | 30   | 31   | 30   | 30   | 30   | 30   | 30   | 30   | 30    | 30   | 30    |
| Средний минимум, °C           | 22   | 22   | 22   | 23   | 24   | 24   | 24   | 24   | 24   | 24   | 23    | 22   | 23    |
| Среднее число дней с осадками | 16,4 | 14,3 | 16,3 | 18,5 | 25,3 | 25,0 | 23,8 | 21,9 | 20,8 | 24,4 | 24,3  | 18,7 | 249,7 |
| Норма осадков, мм             | 98   | 86   | 91   | 83   | 133  | 158  | 111  | 101  | 94   | 117  | 131   | 94   | 1297  |
| Источник: Meteoblue           |      |      |      |      |      |      |      |      |      |      |       |      |       |

### Барангаи
Тагум политически разделен на 23 барангая. Каждый барангай состоит из районов, называемых пуроками, а некоторые также включают в себя более мелкие районы — ситио.

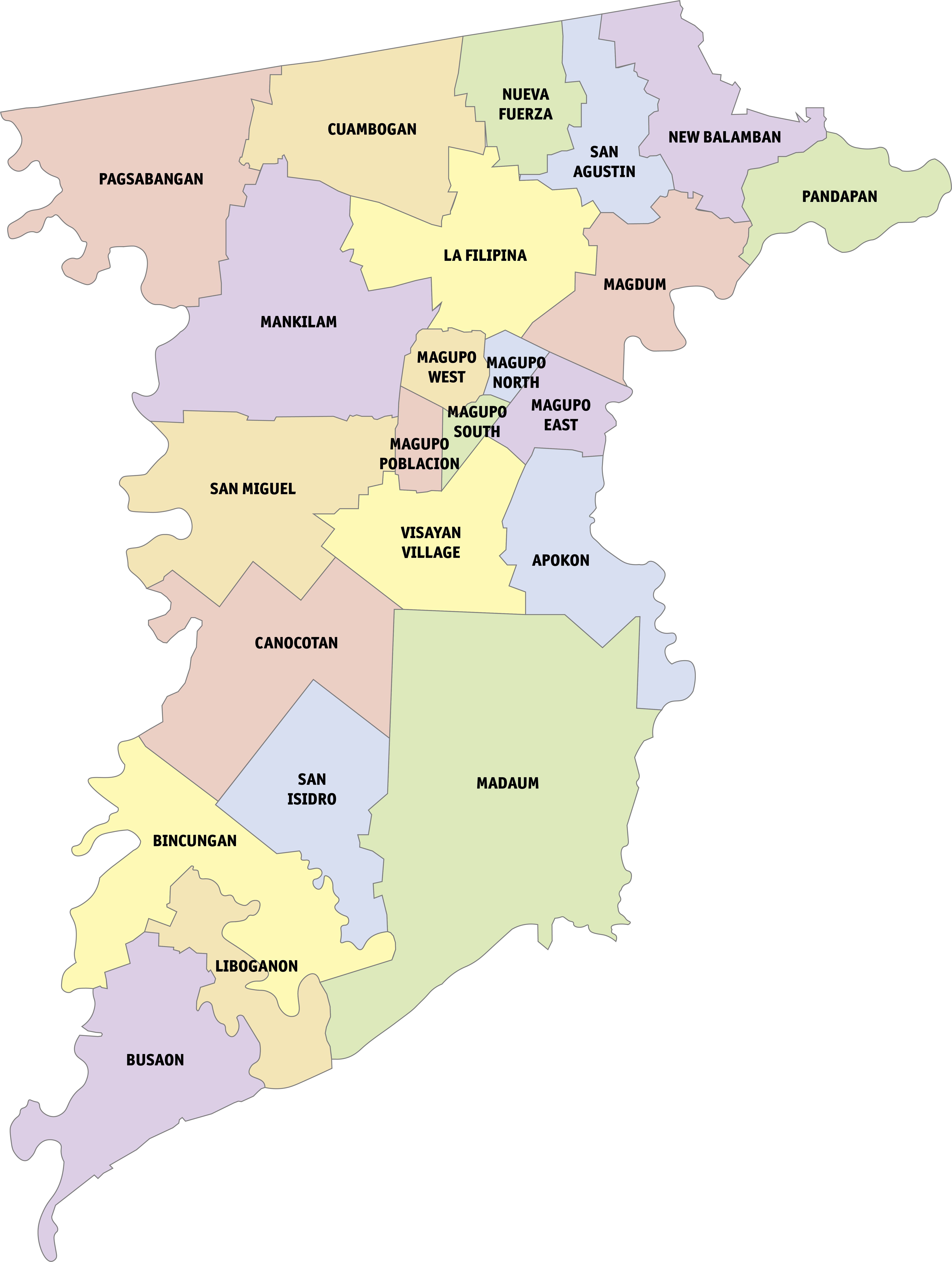
Политическая карта Тагума, Северный Давао

| Барангай            | Население (2020) | Площадь (в гектарах) |
| ------------------- | ---------------- | -------------------- |
| Апокон              | 37 984           | 2 630                |
| Бинкунган           | 4 045            | 1 485                |
| Бусаон              | 3 197            | 1 056                |
| Канокотан           | 9 752            | 2 655                |
| Куамбоган           | 13 140           | 880                  |
| Ла Филипина         | 21 262           | 550                  |
| Либоганон           | 2 803            | 612                  |
| Мадаум              | 14 421           | 2 665                |
| Магдум              | 13 559           | 2 655                |
| Магугпо Побласьон   | 2 945            | 980.55               |
| Восточный Магугпо   | 15 770           | 255.51               |
| Северный Магугпо    | 8 595            | 73.48                |
| Южный Магугпо       | 11 563           | 134.03               |
| Западный Магугпо    | 12 924           | 216.43               |
| Манкилам            | 41 345           | 1 176                |
| Нью-Баламбан        | 1 596            | 520                  |
| Нуева Фуерза        | 2 496            | 616                  |
| Пагсабанган         | 5 556            | 1 350                |
| Пандапан            | 2 504            | 530                  |
| Сан-Агустин         | 1 567            | 522                  |
| Сан-Исидро          | 4 795            | 802                  |
| Сан-Сонит (Камп 34) | 21 735           | 609                  |
| Висаян Вилледж      | 42 648           | 1 520                |

## Туризм
Благодаря улучшению инфраструктуры 49 городов и муниципалитетов по всей стране, начиная от города Агинальдо в провинции Ифугао на севере и до города Бонгао в провинции Тави-Тави на юге, направили своих представителей в Тагум для ознакомительных поездок «Лакбай Арал».
Студенты различных школ и университетов региона также организуют учебные экскурсии и выездные занятия в этот город благодаря разнообразию туристических достопримечательностей, удобству транспортного сообщения и высоким стандартам безопасности.
Проведение четырнадцати фестивалей на протяжении года привлекает в Тагум как местных, так и международных туристов. Особенно много гостей приезжает во время фестиваля Musikahan (в 2010 году он совпал с Национальной конференцией школьной прессы), а также на фестиваль дуриана, рождественские и новогодние празднования. В новогоднюю ночь, жители соседнего города Давао приезжают посмотреть 30-минутный фейерверк в районе Бриз, так как в Давао запрещено использование пиротехники с целью обеспечения безопасности; шоу хорошо видно в районах Побласьон, Магдум, Висаян Вилледж и Канокотан.
Кроме того, жители соседних городов и провинций посещают Тагум для коммерческих, деловых и личных целей, поскольку здесь находятся многие важные удобства и услуги, которые снижают загруженность Давао. Этот показатель, вероятно, увеличится к концу года, так как в городе продолжается строительство новых коммерческих объектов, включая торговые центры, гостиницы, рестораны и общественные заведения.